# Turn-Weltmeisterschaften 1987

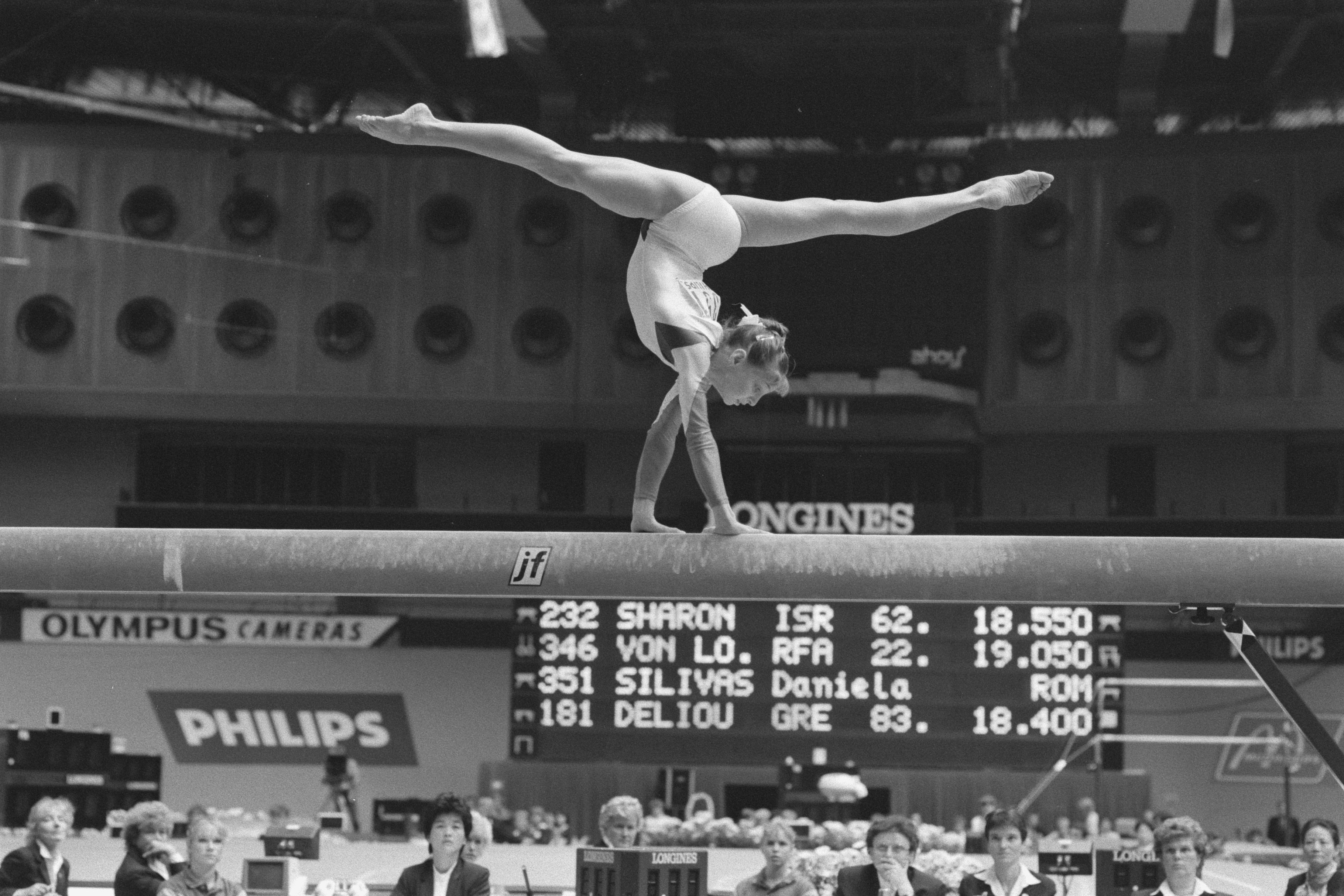
Daniela Silivaș gewann dreimal Gold und einmal Bronze

Die 24. Weltmeisterschaften im Gerätturnen fanden vom 19. bis 25. Oktober 1987 in der Mehrzweckhalle Rotterdam Ahoy in Rotterdam, Niederlande statt.

## Ergebnisse

### Männer

#### Einzel-Mehrkampf

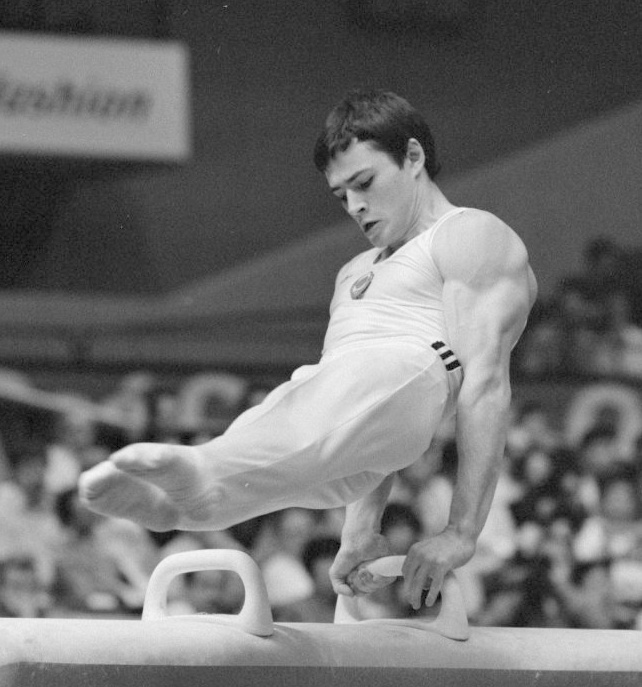
Mehrkampf-Weltmeister Dmitri Bilosertschew

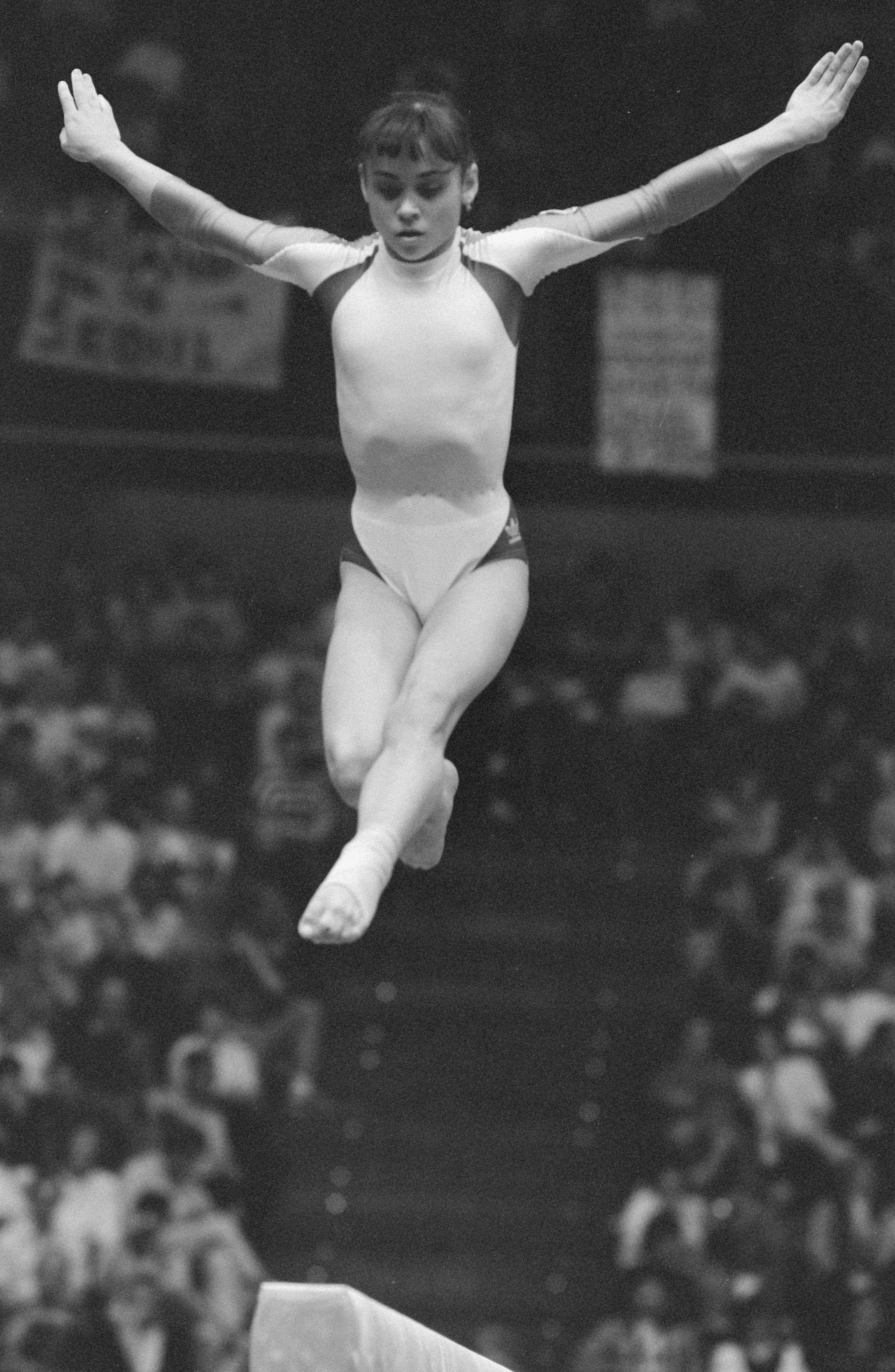
Mehrkampf-Weltmeisterin Aurelia Dobre

| Rang | Athlet               |
| ---- | -------------------- |
| 1.   | Dmitri Bilosertschew |
| 2.   | Juri Koroljow        |
| 3.   | Wladimir Artemow     |

#### Mannschaft
| Platz | Land                            |
| ----- | ------------------------------- |
| 1.    | Sowjetunion                     |
| 2.    | Volksrepublik China             |
| 3.    | Deutsche Demokratische Republik |

#### Boden
| Rang | Athlet            |
| ---- | ----------------- |
| 1.   | Lou Yun           |
| 2.   | Wladimir Artemow  |
| 3.   | Ljubomir Geraskow |

#### Reck
| Rang | Athlet               |
| ---- | -------------------- |
| 1.   | Dmitri Bilosertschew |
| 1.   | Curtis Hibbert       |
| 3.   | Holger Behrendt      |
| 3.   | Zsolt Borkai         |

#### Barren
| Rang | Athlet               |
| ---- | -------------------- |
| 1.   | Wladimir Artemow     |
| 2.   | Dmitri Bilosertschew |
| 3.   | Sven Tippelt         |

#### Pauschenpferd
| Rang | Athlet               |
| ---- | -------------------- |
| 1.   | Dmitri Bilosertschew |
| 1.   | Zsolt Borkai         |
| 3.   | Ljubomir Geraskow    |

#### Ringe
| Rang | Athlet               |
| ---- | -------------------- |
| 1.   | Juri Koroljow        |
| 2.   | Dmitri Bilosertschew |
| 2.   | Li Jing              |

#### Sprung
| Rang | Athlet       |
| ---- | ------------ |
| 1.   | Sylvio Kroll |
| 1.   | Lou Yun      |
| 3.   | Dian Kolew   |

### Frauen

#### Einzel-Mehrkampf
| Rang | Athletin            |
| ---- | ------------------- |
| 1.   | Aurelia Dobre       |
| 2.   | Jelena Schuschunowa |
| 3.   | Daniela Silivaș     |

#### Mannschaft
| Platz | Land                            | Turnerinnen |
| ----- | ------------------------------- | --- |
| 1.    | Rumänien                        | Aurelia Dobre Eugenia Golea Celestina Popa Daniela Silivaș Ecaterina Szabó Camelia Voinea                      |
| 2.    | Sowjetunion                     | Swjatlana Baitawa Swjatlana Bahinskaja Elena Gurova Oxana Omeljantschik Jelena Schuschunowa Tatjana Tuschikowa |
| 3.    | Deutsche Demokratische Republik | Gabriele Fähnrich Astrid Heese Martina Jentsch Ulrike Klotz Klaudia Rapp Dörte Thümmler                        |

#### Balken
| Rang | Athletin            |
| ---- | ------------------- |
| 1.   | Aurelia Dobre       |
| 2.   | Jelena Schuschunowa |
| 3.   | Ecaterina Szabó     |

#### Boden
| Rang | Athletin            |
| ---- | ------------------- |
| 1.   | Daniela Silivaș     |
| 1.   | Jelena Schuschunowa |
| 3.   | Aurelia Dobre       |

#### Stufenbarren
| Rang | Athletin            |
| ---- | ------------------- |
| 1.   | Daniela Silivaș     |
| 1.   | Dörte Thümmler      |
| 3.   | Jelena Schuschunowa |

#### Sprung
| Rang | Athletin            |
| ---- | ------------------- |
| 1.   | Jelena Schuschunowa |
| 2.   | Eugenia Golea       |
| 2.   | Aurelia Dobre       |

## Medaillenspiegel
| Rang | Land                            |   |   |   | total |
| ---- | ------------------------------- | - | - | - | ----- |
| 1    | Sowjetunion                     | 8 | 7 | 3 | 18    |
| 2    | Rumänien                        | 5 | 2 | 3 | 10    |
| 3    | Volksrepublik China             | 2 | 2 | - | 4     |
| 4    | Deutsche Demokratische Republik | 2 | - | 4 | 6     |
| 5    | Kanada                          | 1 | - | - | 1     |
| 6    | Ungarn                          | - | 1 | 1 | 2     |
| 7    | Bulgarien                       | - | - | 2 | 2     |